# Quercus chimaltenangana
Quercus chimaltenangana är en bokväxtart som beskrevs av William Trelease. Quercus chimaltenangana ingår i släktet ekar, och familjen bokväxter.
Artens utbredningsområde är Guatemala. Inga underarter finns listade.